# 格朗日-帕科
格朗日-帕科（法語：Granges-Paccot，法語發音：[ɡʁɑ̃ʒ pako]）是瑞士弗里堡州的一个市镇，位於該國西部，面積4.平方公里，海拔高度620米，截至2018年12月31日总人口为3,748人。

## 外部連結
- Official website （页面存档备份，存于） （法文）